# Шахбазов, Валерий Гаевич
Валерий Гаевич Шахбазов (1925—2005) — заслуженный деятель науки и техники Украины, член Академии наук высшей школы Украины.

## Биография
В 1945 году поступил в Харьковский университет; в 1949 году с отличием окончил его.
В 1954 году избран на должность доцента кафедры дарвинизма и генетики. Также он со временем стал членом-учредителем Всесоюзного общества генетиков и селекционеров имени Н. И. Вавилова, членом Центрального комитета этого общества.
В 1964 году Валерий Гаевич Шахбазов организовал при кафедре лабораторию биофизической генетики.
В 1966 году В. Г. Шахбазов успешно защитил докторскую диссертацию. Одновременно он стал заведующим кафедрой генетики и цитологии.
В 1991 году Валерию Гаевичу было присвоено звание заслуженного деятеля науки и техники Украины, в 1994 году он был избран академиком АН ВШ Украины; в 1995 году ему было присвоено звание «Отличник образования Украины», а в 1999 году — звание «Заслуженный профессор Харьковского государственного университета». В 2005 году профессор Шахбазов стал лауреатом награды Ярослава Мудрого АН ВШ Украины.

## Смерть
Будучи на международной научной конференции, в Крыму, 17 сентября 2005 года Валерий Гаевич Шахбазов трагически погиб.

## Изобретения
Валерий Гаевич Шахбазов — соавтор более 40 изобретений. Им опубликовано более 600 научных работ.

## Достижения
- Доктор биологических наук
- Профессор
- Заслуженный деятель науки и техники Украины (1991)
- Действительный член Академии наук высшей школы Украины (с 1994)
- Отличник образования Украины (1995)
- Лауреат награды Ярослава Мудрого АН ВШ Украины (2005)

## Наставничество
Более 40 кандидатских и докторских диссертаций защищены под его руководством.